# 紫红悬钩子
紫红悬钩子（学名：Rubus subinopertus），为蔷薇科悬钩子属下的一个植物种。